# Lippisch Storch
Die Storch-Serie war eine Reihe von schwanzlosen Flugzeugen, die Alexander Lippisch bei der Rhön-Rossitten-Gesellschaft (RRG) und später bei der Deutschen Forschungsgesellschaft für Segelflug (DFS) entwickelte. Die mit der Storch-Serie und der parallel entwickelten Delta-Serie gewonnenen Erkenntnisse und Misserfolge trugen wesentlich zur Entwicklung aller späteren schwanzlosen Fluggeräte vom Delta-Jet bis zum Hängegleiter bei.

## Geschichte
Im Jahr 1909 hatte der damals 15-jährige Alexander Lippisch die Flugvorführungen von Orville Wright in Berlin gesehen, die ihn für die Fliegerei begeisterten. 1918 bekam er eine Anstellung bei Zeppelin/Dornier in Lindau/Bodensee. Hier konnte er sich mit den Grundlagen der Aerodynamik vertraut machen. Nach einigen Modellversuchen sowie einem mit Gottlob Espenlaub 1921 gebauten Sitzgleiter und dem Storch-Vorläufer E2 „Experiment“ wurde Lippisch 1925 als Leiter der technischen Abteilung der Rhön-Rossitten-Gesellschaft (RRG) auf die Wasserkuppe gerufen. Hier entstanden unter seiner Leitung einige berühmte Segelflugzeuge wie der „Professor“, Kronfelds „Wien“, der „Falke“ und der Hochleistungssegler „Fafnir“.

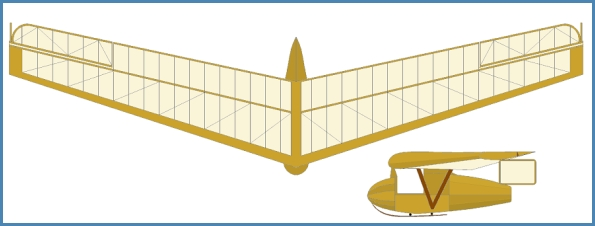
Storch I, 1927

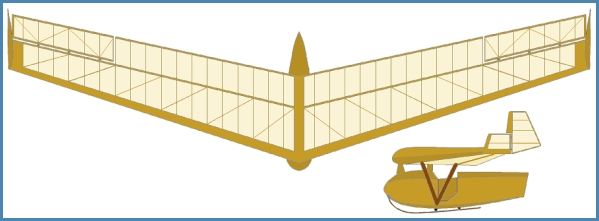
Storch III

Im Jahre 1926/27 bekam er die Möglichkeit, seine Arbeiten an schwanzlosen Flugzeugen weiterzuführen. Die wichtigste Besonderheit der so entstandenen „Störche“ I–V ist, dass an der Flügelwurzel ein normales Hochauftriebsprofil verwendet wurde. Um das Profilmoment zu kompensieren, war dieses allerdings an den Flügelenden auf dem Rücken liegend eingebaut. Die ersten Flüge unternahm „Bubi“ Nehring im Herbst 1927. Die ungenügenden Flugeigenschaften konnten durch verschiedene Modifikationen nicht wesentlich verbessert werden, bis auf Anregung von Igo Etrich und Prof. Focke eine vertiefte und abgerundete Form der Flügelklappen gebaut wurde. Das als Storch IV bezeichnete Flugzeug wurde von Günther Groenhoff 1929 erfolgreich erprobt.

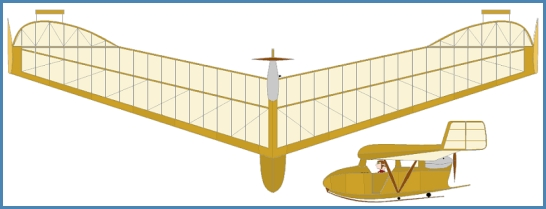
Storch V mit DKW-Motor und Hilfsflächen hinter den Elevons

Die positiven Ergebnisse führten zu einem Umbau zum Motorsegler Storch V. Hierfür wurde ein nur 8 PS starker DKW-Motor in die 12,3 m spannende Maschine eingebaut. Auf einigen längeren Flügen bemerkte Groenhoff eine unangenehme kopflastige Ruderkraft. Deshalb wurden später noch zwei kleine Hilfsflächen angebaut, die frei im Luftstrom hinter den Elevons positioniert waren und den Piloten entlasteten.

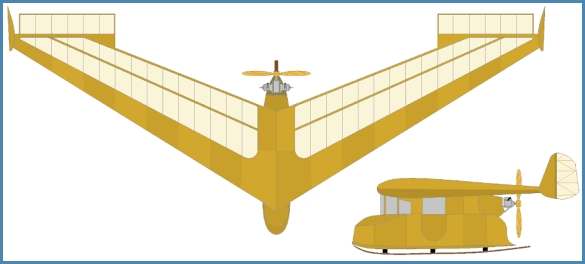
Storch VII „Hans Huckebein“

Parallel zu den Arbeiten an den Delta-Typen wurde mit Lippischs Hilfe die Storch-Baureihe fortgesetzt. 1931 entstand als erstes ein kleines Motorflugzeug mit dem Namen Storch VII „Hans Huckebein“. Dieses war von Groenhoff mit Lippischs Hilfe nur zu dem Zweck entworfen worden, um einen von einer Berliner Zeitung ausgesetzten Preis zu erringen. Der Storch VII hatte eine Spannweite von 12 Metern.

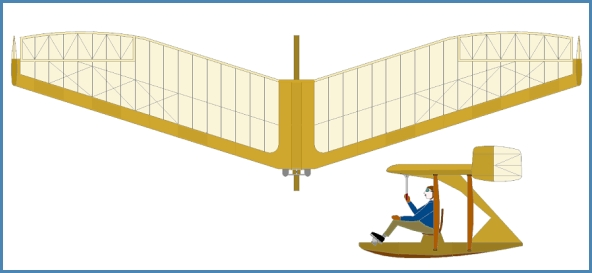
Storch IX, Schulgleiter

Lippisch selbst beschäftigte sich erst 1933 wieder mit einem Storch, dem einfachen Schulgleiter Storch IX mit abgestrebten Tragflächen. Der Schulgleiter hatte eine Spannweite von 10,4 Metern. Der Schulgleiter wurde zunächst in ein Übungssegelflugzeug mit geschlossenem Rumpf umgebaut.

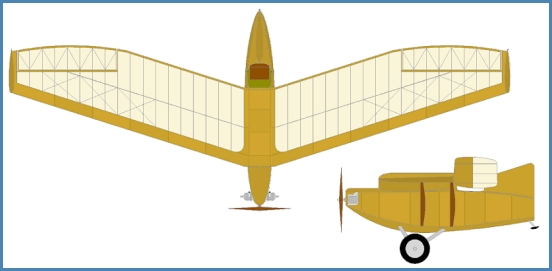
Storch IX als Motorflugzeug

1933 entstand daraus das leichte Motorflugzeug Storch IX b. Diese Maschine wurde bis 1937 geflogen und erhielt zuletzt noch einmal einen neuen Rumpf in stoffbespannter Stahlrohrbauweise. Die Kopfverkleidung des Piloten lief in eine Seitenflosse aus, was die Flugeigenschaften merklich verbesserte. Zeitweise war ein drittes Rad unter der Rumpfnase installiert.

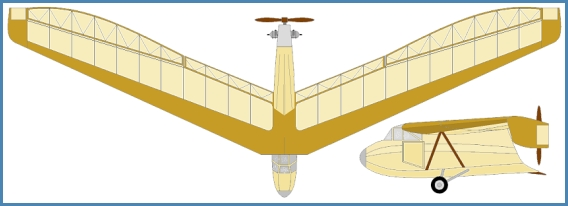
DFS 38 „Quo Vadis“, 1935

Letzter Nurflügel auf Storch-Basis war die DFS 38, die aufgrund ihrer zu weich gebauten Tragflächen schlecht kontrollierbar war und deswegen den Spitznamen „Quo Vadis“ bekam.

## Derivate

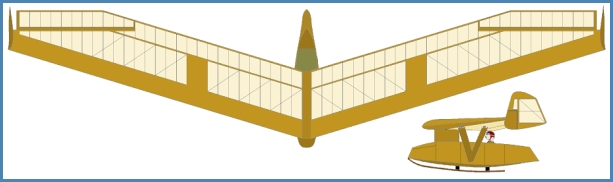
Storch VIII „Marabu“

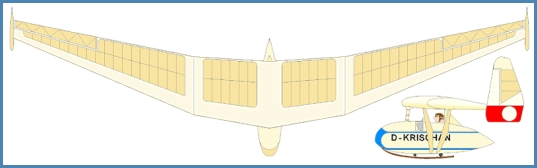
Beyer „Krischan“

- 1932 baute Ernst Phillip auf privater Basis in Landsberg/Warthe einen auf 14 Meter vergrößerten Storch, der den Namen „Marabu“ trug. Der Marabu konnte auch mit einem verlängerten Rumpf und zusätzlichem Höhenruder geflogen werden. Es existieren Bilder von einem weiteren vergrößerten, freitragenden Storch, dessen Herkunft sich nicht feststellen lässt.
- Dipl.-Ing. Waldemar Beyer war als Konstrukteur bei der RRG tätig. 1932 baute er in Rossitten den Übungssegler „Krischan“. Auch diese Maschine wies gewisse Ähnlichkeiten mit Lippischs Störchen auf, verfügte aber über wesentlich schlankere Tragflächen. Der Segler wurde 1932 am Kurischen Haff eingeflogen und kurz danach in Berlin ausgestellt. Der ursprünglich sechseckige Rumpf wurde später durch einen wesentlich eleganteren mit ovalem Querschnitt ersetzt. Der Krischan wurde bis 1934 geflogen, dann verliert sich seine Spur.
- Der Italiener Luigi Teichfuss baute 1936 einen Storch-ähnlichen Motorsegler namens „Cicogna“ mit 14 m Spannweite.
- Es existierte noch der Kirchner „Futurum“ Diese Konstruktion stellt eine verkleinerte Version der Störche von Lippisch dar. Die Spannweite betrug 8,6 m und die Leermasse 42 kg. Die Flugerprobung fand 1931 in Kassel statt